# Torakusu Yamaha

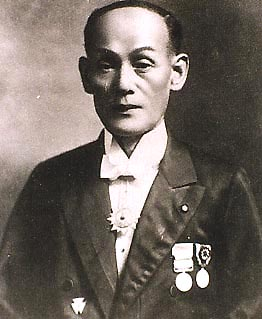
Torakusu Yamaha

Torakusu Yamaha (山葉寅楠; Yamaha Torakusu; * 20. April 1851; † 8. August 1916) war ein japanischer Unternehmer und der Gründer des Konzerns Yamaha Corporation.

## Leben
Als Experte für die Reparatur medizinischer Geräte wurde er 1884 aus Nagasaki in das Krankenhaus der Stadt Hamamatsu berufen. 1887 fiel das Harmonium einer Grundschule aus und man erinnerte sich an seine Fähigkeiten. Obwohl er von diesem Instrument nichts verstand, reparierte er es und begann sogleich, sich der Fertigung dieser Art Instrumente zu widmen. Das war der Beginn der Entwicklung der Hafenstadt Hamamatsu zum Zentrum des Musikinstrumentenbaus in Japan.